# 2시의 데이트 (영화)
2시의 데이트는 한국에서 제작된 이상근 감독의 2022년 멜로/로맨스, 코미디 영화이다. 윤아 등이 주연으로 출연하였다.
주 촬영은 2022년 4월 28일 시작하였다.

## 줄거리
직장을 그만두고 집에서 무기력하게 지내던 젊은 백수 길구는 아래층으로 이사 온 선지에게 첫눈에 반한다. 그러나 다음날 아침, 엘리베이터에서 마주친 기괴한 모습의 선지로 인해 그는 달콤한 선지와 소름 끼치는 선지 사이에서 충격과 혼란을 느낀다.
그날부터 선지의 진짜 정체에 대한 호기심과 두려움이 뒤섞인 감정으로 길구는 선지 주변을 맴돈다. 결국 선지의 아버지 장수는 가족의 비밀을 털어놓는다. 선지는 낮에는 온화하고 평범하지만, 이른 시간에는 그녀 안에 악마가 깨어나 완전히 다른 사람으로 변한다는 것이다. 장수는 길구에게 이 시간 동안 선지를 지키는 힘든 아르바이트를 제안한다.

## 출연

### 주연
- 윤아  (아역 : 이효비)
- 안보현
- 성동일
- 주현영